# برازان (ارومیه)
برازان (ارومیه)، روستایی از توابع بخش سیلوانه شهرستان ارومیه در استان آذربایجان غربی ایران است. این روستا از لحاظ وسعت و جمعیت دومین روستای بزرگ منطقهٔ مرگور به حساب می‌آید. بزرگترین مسجد بخش سیلوانا با مساحت زیربنای بیش از ۱۴۰۰ متر در این روستای زیبا و سرسبز واقع شده‌است که در همهٔ نمازهای شبانه روز جمعیت زیادی از نمازگزاران را در خود جای می‌دهد. شغل اکثریت ساکنین روستا کشاورزی و دامپروری می‌باشد. مردم کورد زبان و مهمان نواز روستای برازان اتحاد و یکپارچگی بی نظیری دارند که زبان زد خاص و عام است.
مدیریت روستا بر عهدهٔ شورای اسلامی به سرپرستی مظفر علیزادگان و دهیاری به سرپرستی عبدالکریم ثانی می‌باشد. محصولات کشاورزی شامل سیب، انگور، هلو و شلیل حاصل دست رنج کشاورزان این خطه است. فرش بافی شغل جدایی ناپذیر دختران و پسران هنرمند ساکن روستای برازان است که سالانه بالغ بر ۱۰۰ فرش دستبافت زیبا و چشم نواز را روانهٔ بازار می‌کنند.

## جمعیت
این روستا در دهستان مرگور قرار دارد و براساس سرشماری مرکز آمار ایران در سال ۱۳۸۵، جمعیت آن ۱٬۲۹۸ نفر (۲۱۲خانوار) بوده‌است.